# Entephria septentrionalis
Entephria septentrionalis är en fjärilsart som beskrevs av Warnecke. Entephria septentrionalis ingår i släktet Entephria och familjen mätare. Inga underarter finns listade i Catalogue of Life.